# Guillermo Laborde

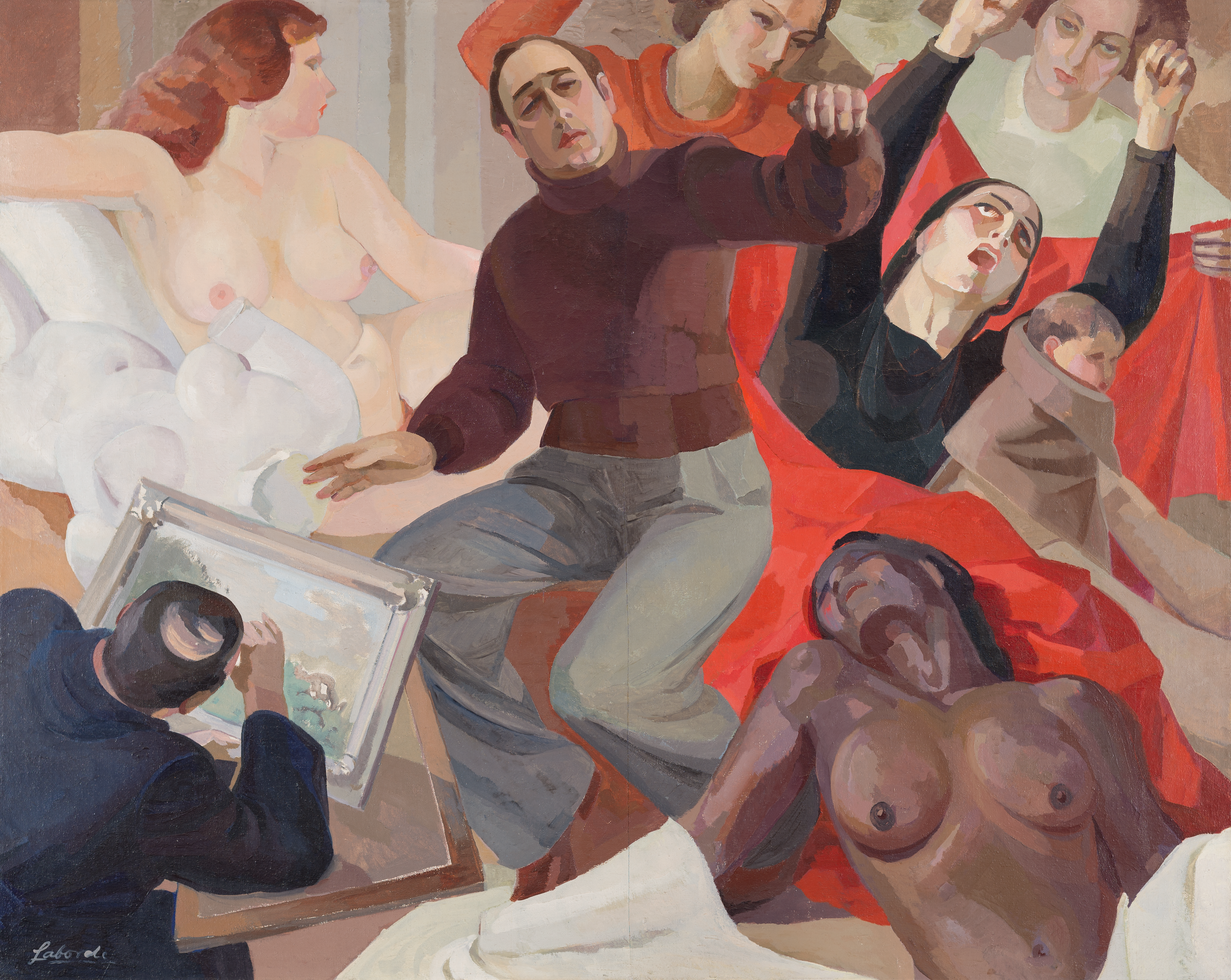
„Selbstporträt“ („Autorretrato“), Öl auf Leinwand, 200 × 250 cm, Museo Nacional de Artes Visuales, Montevideo

Guillermo Laborde (* 24. Oktober 1886 in Montevideo; † 13. Mai 1940 ebenda) war ein uruguayischer Maler, Bildhauer, Zeichner und Grafikdesigner.

## Leben
Er studierte im Círculo de Bellas Artes in Montevideo bei Carlos María Herrera. Ab 1912 studierte er in Florenz, Rom, Paris und in Spanien.
1921 kehrte er nach Montevideo zurück, wo er ab 1923 Dozent an der Escuela Industrial, am Círculo Fomento de Bellas Artes und an den Instituto Normales war. Zu seinen Schülern gehörten u. a. Alfredo De Simone, Héctor Sgarbi und Petrona Viera.
Bedeutend war sein Einfluss auf die uruguayische Malrichtung des Planismo (Moviemento planista) der 1920er Jahre.
Als Grafikdesigner schuf Laborde das offizielle Poster der Fußballweltmeisterschaft 1930.

## Werke

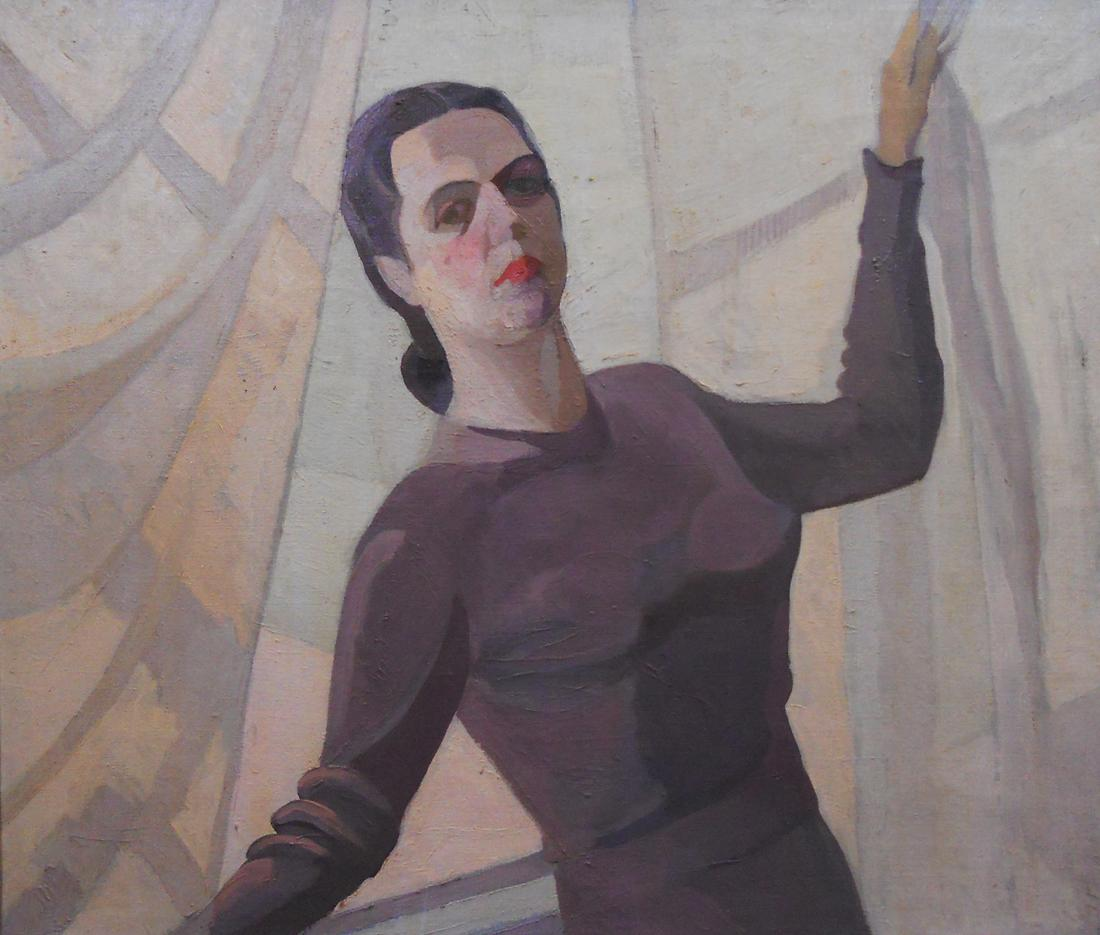
Porträt der Malerin Petrona Viera, 1940, Öl auf Leinwand, 95 × 111 cm
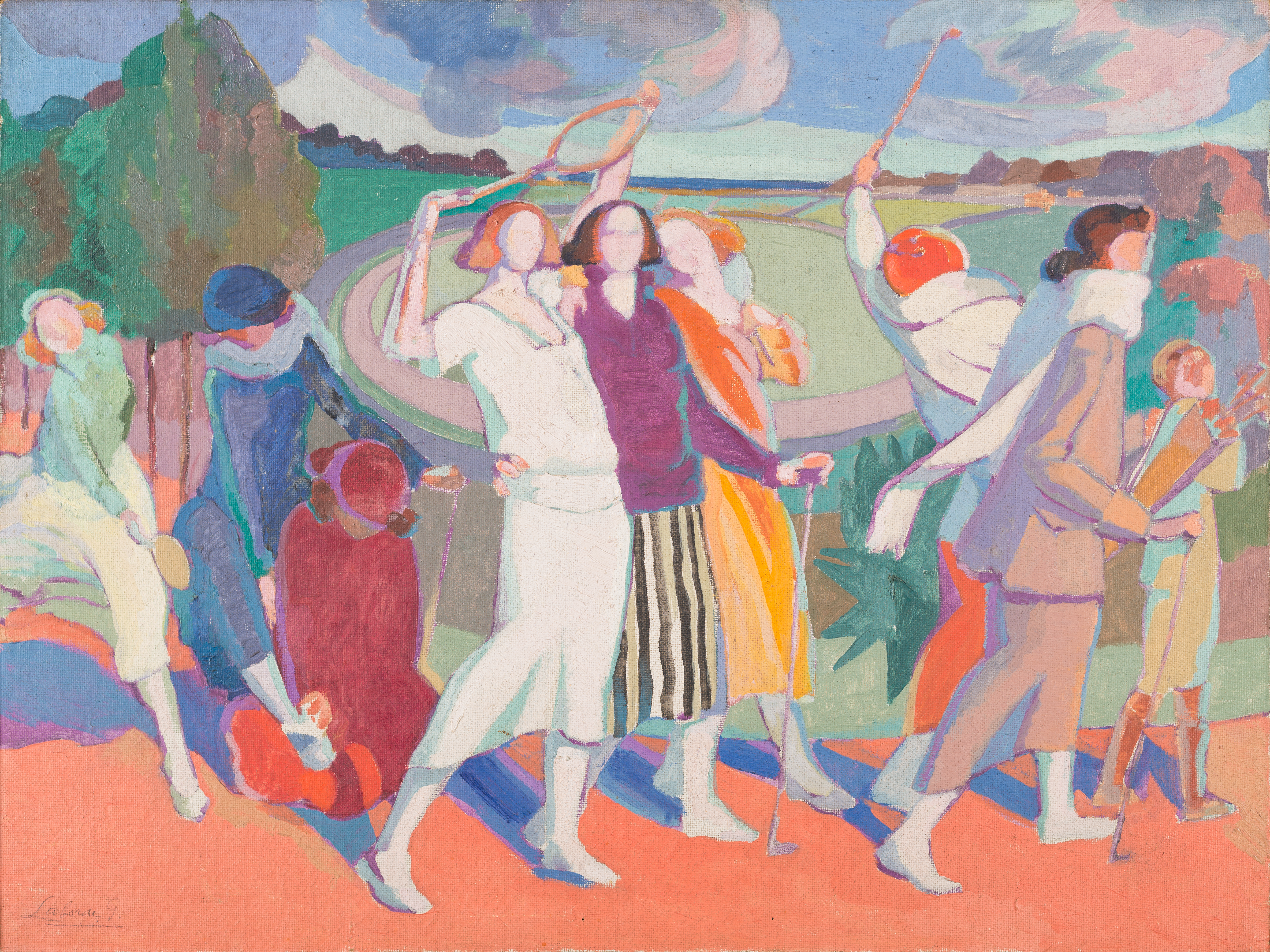
„Sport“ („Deporte“), 1923, Öl auf Leinwand, 74 × 99 cm
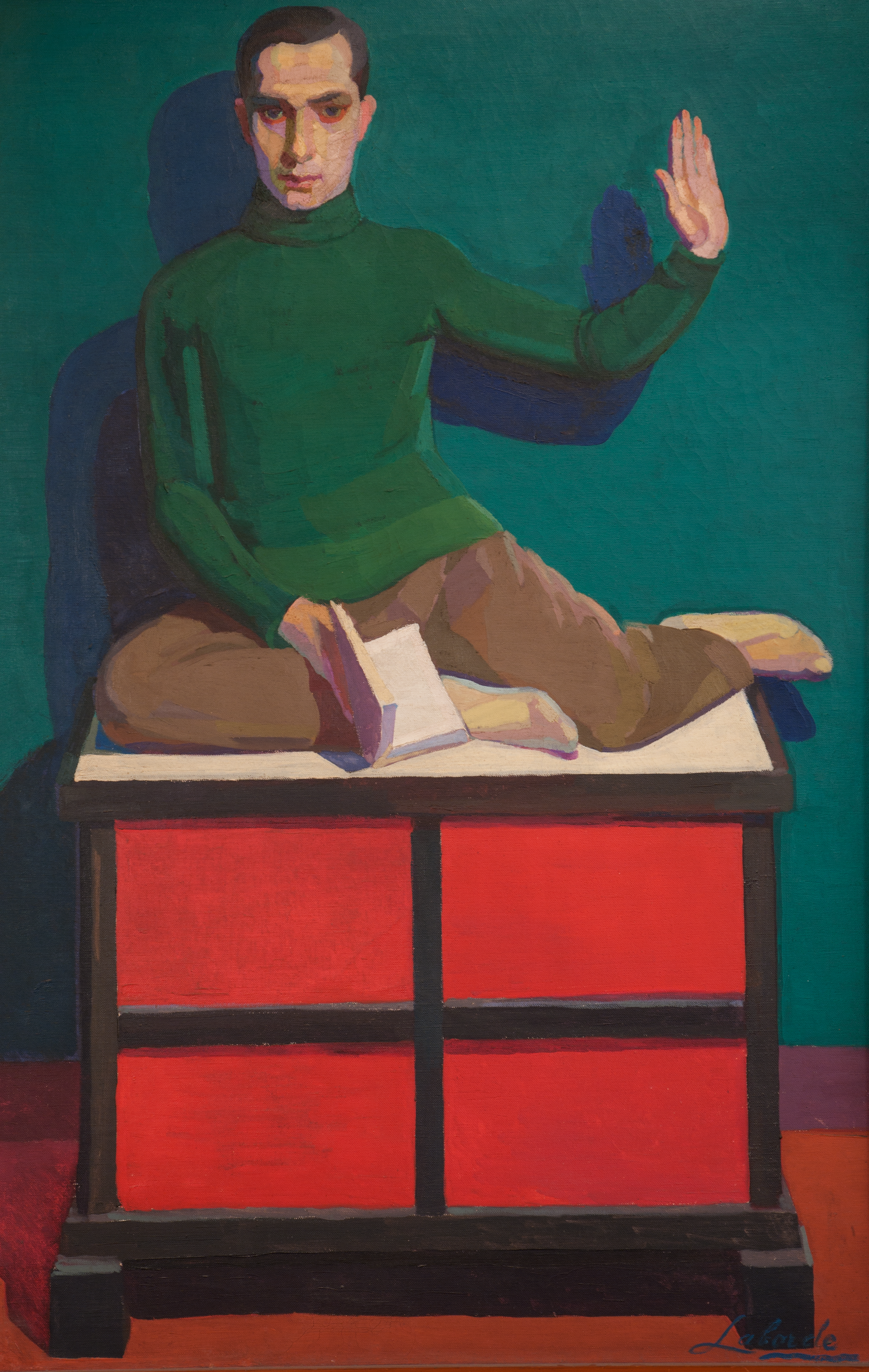
Porträt des Luis E. Pombo, ca. 1928, Öl auf Leinwand, 169 × 110 cm
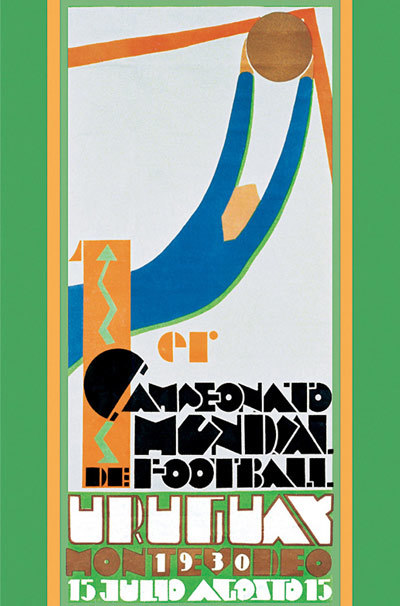
Das offizielle Poster der Fußballweltmeisterschaft 1930, Farblithografie